# Андроникова, Инга Михайловна
И́нга Миха́йловна Андро́никова (29 сентября 1937, Ленинград — 3 октября 1994) — советский и российский этнограф, исследователь и собиратель фольклора и мифологии русских цыган. В советское время подверглась травле, предположительно, в связи со своими исследованиями.

## Детство и юность
Инга родилась 29 сентября 1937 года в Ленинграде. Её мать, Екатерина Васильевна, урождённая Николаева, 1905 года рождения, так же, как впоследствии Инга, собирала цыганский фольклор.
Сама девочка начала общаться с ленинградскими цыганами в 1948 или 1949 году.
В детстве Инга мечтала стать писательницей. Екатерина Васильевна познакомила её с писателем Львом Васильевичем Успенским (примерно тогда же, когда девочка начала общаться с цыганами). С Успенским Инга около пяти лет вела переписку. Уже в этих письмах видно, что Инга начала собирать цыганский фольклор: она приводила свои записи цыганских песен. Сейчас эти письма уже утеряны.
В те же годы Инга переписывается с известным арабистом Игнатием Юлиановичем Крачковским. В одном из писем видно, что Инга писала стихи и сказки — Игнатий Юлианович их рецензирует.

## Зрелые годы
В 1955 году Андроникова окончила ленинградскую школу № 239. Через несколько лет Инга поступила на заочное отделение факультета журналистики Ленинградского университета, которое окончила в 1964 году. Инга Михайловна защитила диплом по теме «Из истории печати цыганского народа 1920-х—1930-х годов». Для написания диплома девушка просмотрела большое количество литературы, периодики и агитационных материалов на цыганском языке, выходивших в СССР. Итогом этой работы стала библиография «Литература на цыганском языке», содержащая перечень книг и статей по темам, составленный по фондам Государственной Публичной библиотеки им. М. Е. Салтыкова-Щедрина. Машинописный экземпляр библиографии в настоящее время хранится в отделе национальных литератур Российской национальной библиотеки, а рабочая картотека по цыганской литературе поступила в Российский институт истории искусств в составе архива Андрониковой.
В 1963 году Андроникова, под псевдонимом Инда Романы́-Чай (то есть «Цыганочка»), опубликовала сборник «Сказки идущих за солнцем», написанный по мотивам цыганского фольклора. Вступление к сборнику написал Лев Васильевич Успенский. Там были такие слова:
Теперь журналистка Андроникова располагает немалым сокровищем: больше двенадцати тысяч пословиц, свыше пятисот записанных со слуха песен, около ста сказок хранится в её архиве; работа — Далевского масштаба!
Сказки имели успех. На них был опубликован положительный отзыв в журнале «Звезда» (№ 11, 1963), они зачитывались на Ленинградском радио профессиональными чтецами. В качестве музыкальных заставок в этих студийных записях использовались песни и инструментальные композиции в исполнении цыганского хора под руководством Алексея Васильевича Дулькевича-старшего.
В 1965 году Инга Михайловна написала работу «Литература на цыганском языке, изданная в СССР, как источник этнографических сведений о цыганах» и статью «К истории жанров цыганской публицистики». Вероятно, первая работа была представлена ею в качестве вступительного реферата по специальности при поступлении в аспирантуру Института этнографии им. Н. Н. Миклухо-Маклая АН СССР. В аспирантуре Инга Михайловна обучалась с 1 декабря 1966 года по 30 марта 1969 года.
Во время обучения в аспирантуре Андроникова переключилась с фольклора на изучение материальной культуры цыган. Инга Михайловна провела этнографические экспедиции по Псковской, Ленинградской, Калининской и Смоленской областям. Андроникова от имени Института этнографии обратилась в МВД СССР с просьбой помочь ей при сборе сведений о современном расселении и численности цыган, их занятиях. В 1967—1969 годах ею был собран статистический материал по 27 областям европейской части РСФСР. Данные были обработаны в виде сводных таблиц.
К окончанию срока аспирантуры Инга Михайловна написала диссертацию по материальной культуре русских цыган. К диссертации прилагались альбом с рисунками, фотографиями и схемами, терминологический словарь, а также фольклорное приложение. По теме диссертации была написана статья «Эволюция жилища русских цыган». До сих пор она не имеет аналогов по значению в сфере этнографии русских цыган. Статья была опубликована уже в 1970 году. Но защитить диссертацию не удалось. В Институте этнографии у Андрониковой возник конфликт. По одной из версий, институту потребовалось закрыть саму тему (как это сейчас ни странно звучит, но чтобы получить одно место в аспирантуре по цыганской теме, Институт должен был заручиться специальным разрешением отдела науки ЦК КПСС). По другой, научное сообщество не хотело видеть в своих рядах журналистку. Обсуждение самой диссертации проходило недоброжелательно. Только один человек, С. А. Токарев, отметил высокую ценность работы и её уникальность. Из рукописного протокола заседания:
Токарев. Отмечает, что его удивляет ход обсуждения. Никто не говорит о том, что нового вносит в науку эта работа. Диссертация С. А. Токареву представляется очень ценной, и прежде всего потому, что она посвящена народу, о котором мы очень мало знаем. Ценность этой работы заключается и в том, что в ней описаны не только вещи, но за вещами хорошо виден живой человек. Мы видим не просто жилище, а как люди живут в этом жилище. Недостатки в работе, конечно, есть, но они не должны заслонять её общей высокой оценки.
По настоянию Инги Михайловны в лаборатории этнической статистики и картографии было проведено повторное обсуждение её работы. Заседание состоялось 1 апреля 1969 года, на следующий день после официального окончания срока аспирантуры. Сотрудники лаборатории признали, что выполненная Андрониковой карта расселения цыган составлена профессионально, но в остальных вопросах они доверяли мнению коллег из других секторов и потому признали диссертацию некачественной. Формальным поводом для критики послужило то, что в диссертации были указаны только девять информаторов. При этом напрочь отметались аргументы Андрониковой об особенностях национального менталитета, затрудняющих указание имени информатора.
После повторного провала попытки защитить диссертацию, Инга Михайловна вернулась в Ленинград. В июне 1969 года она начала работать в Ленинградском отделении Института этнографии. Травля продолжалась и там. Ей отказали в должности, которая дала бы возможность продолжать этнографические и фольклорные исследования, зачислив простым лаборантом. Более того, Московское отделение Института так и не прислало справку об окончании аспирантуры. Андрониковой постоянно давали понять, что настоящим учёным её не считают. При этом, когда нужно было давать официальные ответы на запросы зарубежных коллег о цыганах СССР, а также на запросы МВД, московское руководство Института этнографии обращалось именно к ней. Инга Михайловна просила хотя бы вернуть рукопись диссертации, чтобы иметь возможность защитить диссертацию в другом учреждении. Ей отказали. Отправленная в «Советскую этнографию» статья «Закономерности расселения русских цыган в связи с их социальной структурой» была отклонена по соображениям цензуры (так и было указано), хотя сначала её приняли в печать. Впрочем, в 1970 году ей удалось опубликовать тезисы доклада «Изменения в материальной культуре русских цыган в процессе оседания». На Андроникову регулярно писали докладные, в которых обвиняли её в «недостойном поведении». Когда она заболела воспалением лёгких, в Институте ей оформили прогулы.
В декабре 1973 года Андроникова была уволена по сокращению штата.
Единственным, кто поддерживал в этой ситуации Ингу Михайловну, был этнограф и историк Сергей Александрович Токарев. Однако и он ничем не смог помочь.
После увольнения Андроникова пишет письма в различные издательства Москвы и Ленинграда с предложением издать её уже готовые книги о цыганах: «Очерки о цыганах» (с уникальными фотоиллюстрациями), «Термины материальной культуры русских цыган и их словоупотребление в фольклоре», «Песни русских цыган» (почти 500 цыганских народных песен), «Сказки русских цыган». Отовсюду приходили отказы.
Инга Михайловна считала необходимым публиковать уникальную информацию о культуре цыган и продолжать изучение этой культуры. Не понимая, в чём причина всех препятствий, она стала писать письма в отдел науки ЦК КПСС и в Совет Министров РСФСР. В письмах она просила позволить ей продолжить изучение культуры цыган и писала, что может подготовить к изданию несколько книг. Вскоре после отправки писем, в мае или июне 1974 года, в доме Андрониковой проходит обыск. Большая часть архива (касающаяся полевых исследований, записей о собственной культуре цыган, а также документы матери Инги Михайловны, тоже собирательницы фольклора) была изъята, при этом остались исследования по цыганской периодике, фактически продукта влияния советской власти. От стресса Инга Михайловна тяжело заболела, у 37-летней женщины стали отказывать ноги, а потом начались мозговые нарушения. Последние двадцать лет жизни она страдала тяжёлой формой нервного или психического расстройства (её семья не даёт точных сведений о характере болезни).
3 октября 1994 года Инга Михайловна умерла. Урна с её прахом захоронена в колумбарии Санкт-Петербургского крематория.

## Авторство исследований Андрониковой
Исследователи этнографического наследия Инги Михайловны, цыганолог Лев Николаевич Черенков и составительница книги «Язык цыганский весь в загадках» Станислава Валерьевна Кучепатова, ставят под сомнение авторство Андрониковой по большой части хранящихся у неё материалов. В предисловии к книге по материалам Андрониковой Кучепатова пишет:
Не ставя под сомнение само существование архива (раз существуют записи пословиц, значит, существовали и записи песен и сказок), мы можем согласиться с Л. Н. Черенковым в том, что вряд ли Инга Михайловна могла одна собрать такую большую коллекцию. Можно предположить, что коллекция в своей основе была собрана кем-то другим (или другими), но по каким-то причинам собиратели не могли обнародовать её под своими именами. Косвенно это подтверждает и тот факт, что в картотеке пословиц и поговорок лишь небольшая часть (около тысячи) карточек записана почерком И. М. Андрониковой (эти карточки стоят в отдельном каталожном ящике), остальные — около 12 тысяч — записаны другим почерком и имеют несколько иной стиль комментариев (далее обладателя этого почерка будем называть Переписчиком). Источник (полевые записи или черновики) не сохранился, и трудно сказать, было ли это собрание одного человека или нескольких.
Николай Бессонов также уверен, что в сохранившейся части архива — записи как минимум трёх исследователей:
В качестве собирателей нам поимённо известны три близкие родственницы, но существовали и другие люди. Это важно оговорить с самого начала, поскольку некоторые авторы печатно выражали сомнения в подлинности архива [Кучепатова 2006, 9]. Их основной довод сводился к тому, что Инга Андроникова просто физически не смогла бы записать такой колоссальный объём фольклорных текстов. Формально критики были правы, но они не учитывали, что упомянутая коллекция — это плод коллективных усилий. За сорокалетний срок её вполне можно было создать, и она была реально создана.
Мы не знаем, в каком виде цыганские пословицы и изречения были подготовлены к печати самой И. Андрониковой. Сохранилась только черновая картотека. Причём почерком Инги Михайловны заполнена только тысяча карточек. Остальные 12 тысяч фраз записаны другим почерком и «имеют несколько иной стиль комментариев» [Кучепатова 2006, 9].

## Интересные факты
- В пословицах из собрания Андрониковой отображены несколько исторических периодов, начиная с реалий царской России и заканчивая хрущёвскими временами.
- Основным информатором Инги Михайловны была кочевая, но грамотная цыганка, хорошо знакомая с родной культурой, Ольга Васильевна Иванова-Цыбульская.
- Тётя Инги Михайловны, сестра её матери, Надежда Васильевна Новицкая (Николаева) также собирала цыганский фольклор.
- Благодаря своему полу Николаевым и Андрониковой удалось записать уникальный пласт фольклора, недоступный прочим исследователям (мужчинам). Они записали пословицы, песни и сказки, имеющие хождение только среди цыганских женщин.
- Юной Инге посвящал стихи цыганский мальчик-поэт по имени Коля. Ныне член Союза журналистов, Союза писателей России, Заслуженный работник культуры РФ поэт Николай Александрович Василевский.
- Цыганолог Николай Бессонов на своём сайте написал: «Если и есть что-то истинное в знаменитой булгаковской фразе: „Рукописи не горят“ — то это именно об архиве Инги Андрониковой».

## Достижения
В 2006 году была выпущена книга, составленная по уцелевшим материалам Инги Михайловны Андрониковой, «Язык цыганский весь в загадках».
Н.В.Бессонов указывает исключительную на данный момент значимость опубликованных материалов.
Упомянутая коллекция содержит ценные материалы по цыганской культуре. Хотя она и подверглась в своё время сознательному разорению, значение уцелевшей части бумаг трудно переоценить. Ленинградская семья, в которой родилась Инга Андроникова, внесла в цыгановедение ценный вклад.
Объёмное издание «Язык цыганский весь в загадках» содержит не только лексический материал, но и одну из редакций упомянутой выше диссертации [Андроникова 2006, 585-620]. Высокое научное качество этого текста сразу же вывело Ингу Андроникову на роль самого компетентного специалиста по материальной культуре кочевых русских цыган. Все без исключения детали, касающиеся костюма, палатки, повозки, национальной кухни и родового деления подтверждаются как современной полевой работой, так и иконографическими источниками.
По содержанию понятно, что записывались изречения от разных поколений цыган. В самых ранних образцах зафиксированы ещё дореволюционные реалии. Как персонажи там выступают: барин, пристав, урядник, городовой. Следует подчеркнуть, что собирателей интересовали не только устоявшиеся пословицы и поговорки, но и цыганские фразы, сказанные по тому или иному поводу. С точки зрения фольклориста это может быть минусом, но фактически перед нами окно в цыганский мир, благодаря которому возможно судить о ментальности и о непосредственной реакции на исторические события. Наиболее поздние изречения (относящиеся уже ко времени полевой работы самой И. Андрониковой) раскрывают отношение цыган к Сталину и Хрущёву, к полётам в космос, к Великой Отечественной войне и к Указу 1956 года, поставившему кочевье под запрет. 
На страницах книги «Язык цыганский…» перед нами предстают не мифические, а реальные русские цыгане. Это таборы, в которых мужчины нанимаются пахать крестьянские огороды и в годы суровых испытаний идут в партизаны. Мы видим особую систему ценностей, в которой сноровистая жена-попрошайка уважаема табором больше, чем цыганка, которая вышла замуж за богатого дворянина [Андроникова 2006, 115, № 2225]. Здесь отражены тонкости зимнего постоя, специфический взгляд на другие нации, и сотни других тем, которые невозможно сочинить, будучи посторонним человеком. Это можно только записать, находясь в национальной среде. 
Занимаясь полевыми исследованиями в течение двадцати лет, я постоянно сталкивался с цыганскими стариками, которые подтверждали реалии, зафиксированные в коллекции И. Андрониковой. 